# Campeonato Mundial de Tiro con Arco al Aire Libre de 2017
El XLIX Campeonato Mundial de Tiro con Arco al Aire Libre se celebró en Ciudad de México (México) entre el 16 y el 22 de octubre de 2017 bajo la organización de la Federación Internacional de Tiro con Arco (World Archery) y la Federación Mexicana de Tiro con Arco.
Las competiciones se realizaron en el Campo Marte (clasificación y cuadro principal) y en la Plaza de la Constitución (finales) de la capital mexicana.

## Calendario
| RC | Ronda de clasificación | CP | Cuadro principal | F | Finales |

| Octubre de 2017      | 16 Lun | 17 Mar | 18 Mié | 19 Jue | 20 Vie | 21 Sáb | 22 Dom |
| -------------------- | ------ | ------ | ------ | ------ | ------ | ------ | ------ |
| Individual masculino | RC     |        | CP     | CP     |        |        | F      |
| Individual femenino  | RC     |        | CP     | CP     |        |        | F      |
| Equipo masculino     | RC     | CP     |        |        |        |        | F      |
| Equipo femenino      | RC     | CP     |        |        |        |        | F      |
| Equipo mixto         | RC     |        |        |        | CP     |        | F      |

| Octubre de 2017      | 16 Lun | 17 Mar | 18 Mié | 19 Jue | 20 Vie | 21 Sáb | 22 Dom |
| -------------------- | ------ | ------ | ------ | ------ | ------ | ------ | ------ |
| Individual masculino | RC     |        | CP     | CP     |        | F      |        |
| Individual femenino  | RC     |        | CP     | CP     |        | F      |        |
| Equipo masculino     | RC     | CP     |        |        |        | F      |        |
| Equipo femenino      | RC     | CP     |        |        |        | F      |        |
| Equipo mixto         | RC     |        |        |        | CP     | F      |        |

## Medallistas

### Masculino
| Evento                            | Oro                                                               | Plata                                                        | Bronce                                                             |
| --------------------------------- | ----------------------------------------------------------------- | ------------------------------------------------------------ | ------------------------------------------------------------------ |
| Arco recurvo individual (22.10)   | Im Dong-Hyun Corea del Sur                                        | Wei Chun-Heng China Taipéi                                   | Steve Wijler · Países Bajos                                        |
| Arco recurvo por equipo (22.10)   | Marco Galiazzo · Mauro Nespoli · David Pasqualucci · Italia       | Thomas Chirault Pierre Plihon Jean-Charles Valladont Francia | Im Dong-Hyun Kim Woo-Jin Oh Jin-Hyek Corea del Sur                 |
| Arco compuesto individual (21.10) | Sébastien Peineau Francia                                         | Stephan Hansen Dinamarca                                     | Braden Gellenthien Estados Unidos                                  |
| Arco compuesto por equipo (21.10) | Steve Anderson Braden Gellenthien Kristofer Schaff Estados Unidos | Sergio Pagni · Federico Pagnoni · Alberto Simonelli · Italia | Sebastián Arenas · Camilo Andrés Cardona · Daniel Muñoz · Colombia |

### Femenino
| Evento                            | Oro                                                      | Plata                                                     | Bronce                                              |
| --------------------------------- | -------------------------------------------------------- | --------------------------------------------------------- | --------------------------------------------------- |
| Arco recurvo individual (22.10)   | Xeniya Perova · Rusia                                    | Chang Hye-Jin Corea del Sur                               | Tan Ya-Ting China Taipéi                            |
| Arco recurvo por equipo (22.10)   | Chang Hye-Jin Choi Mi-Sun Kang Chae-Young Corea del Sur  | Mariana Avitia · Aída Román · Alejandra Valencia · México | Lin Yu-Hsuan Lin Shih-Chia Tan Ya-Ting China Taipéi |
| Arco compuesto individual (21.10) | Song Yun-Soo Corea del Sur                               | Yeşim Bostan Turquía                                      | Kristina Heigenhauser · Alemania                    |
| Arco compuesto por equipo (21.10) | Sara López · Alejandra Usquiano · Nora Valdez · Colombia | Trisha Deb Lily Chanu Paonam Jyothi Surekha Vennam India  | Choi Bo-Min So Chae-Won Song Yun-Soo Corea del Sur  |

### Mixto
| Evento                            | Oro                                        | Plata                                              | Bronce                                   |
| --------------------------------- | ------------------------------------------ | -------------------------------------------------- | ---------------------------------------- |
| Arco recurvo por equipo (22.10)   | Im Dong-Hyun Kang Chae-Young Corea del Sur | Florian Kahllund · Lisa Unruh · Alemania           | Patrick Huston Naomi Folkard Reino Unido |
| Arco compuesto por equipo (21.10) | Kim Jong-Ho Song Yun-Soo Corea del Sur     | Marcel Trachsel · Kristina Heigenhauser · Alemania | Sergio Pagni · Irene Franchini · Italia  |

## Medallero
| Núm. | País           | Oro | Plata | Bronce | Total |
| ---- | -------------- | --- | ----- | ------ | ----- |
| 1    | Corea del Sur  | 5   | 1     | 2      | 8     |
| 2    | Italia         | 1   | 1     | 1      | 3     |
| 3    | Francia        | 1   | 1     | 0      | 2     |
| 4    | Colombia       | 1   | 0     | 1      | 2     |
| 4    | Estados Unidos | 1   | 0     | 1      | 2     |
| 6    | Rusia          | 1   | 0     | 0      | 1     |
| 7    | Alemania       | 0   | 2     | 1      | 3     |
| 8    | China Taipéi   | 0   | 1     | 2      | 3     |
| 9    | Dinamarca      | 0   | 1     | 0      | 1     |
| 9    | India          | 0   | 1     | 0      | 1     |
| 9    | México         | 0   | 1     | 0      | 1     |
| 9    | Turquía        | 0   | 1     | 0      | 1     |
| 13   | Países Bajos   | 0   | 0     | 1      | 1     |
| 13   | Reino Unido    | 0   | 0     | 1      | 1     |
|      | TOTAL          | 10  | 10    | 10     | 30    |